# Hakea

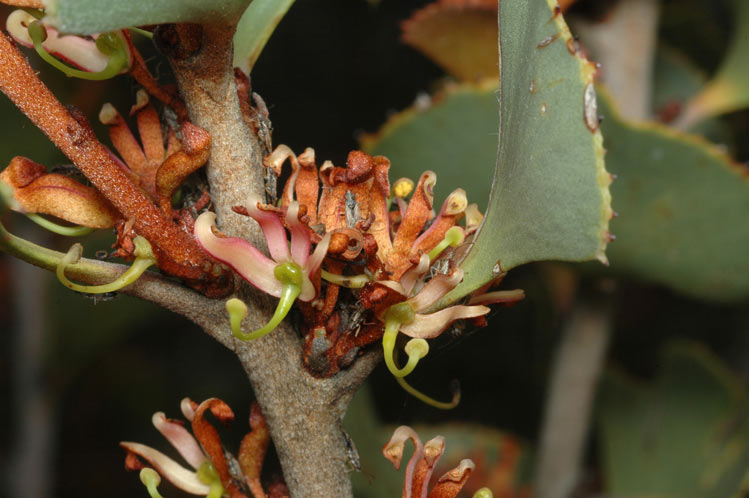
Hakea baxteri

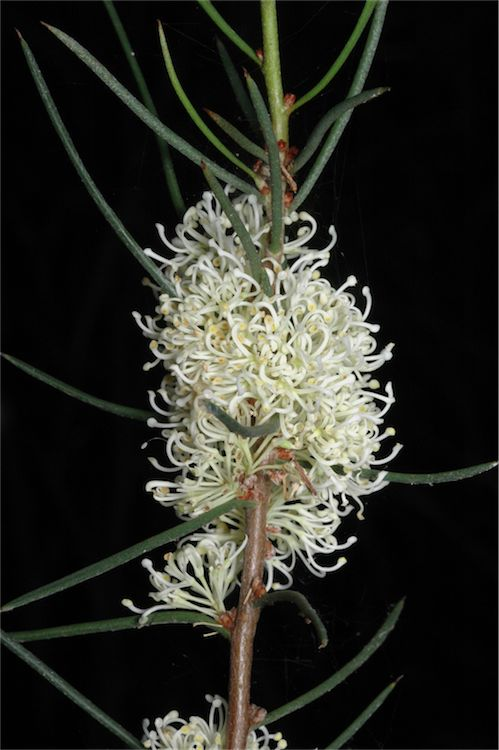
Hakea candolleana

Hakea Schrad. & J.C. Wendl. – rodzaj roślin z rodziny srebrnikowatych (Proteaceae). Obejmuje ponad 150 gatunków. Wszystkie występują naturalnie w Australii, przy czym największe zróżnicowanie osiągają w jej południowo-zachodniej części.
Niektóre gatunki z tego rodzaju uprawiane są jako ozdobne, zwłaszcza w łagodnym klimacie rejonu śródziemnomorskiego i w Kalifornii.

## Morfologia

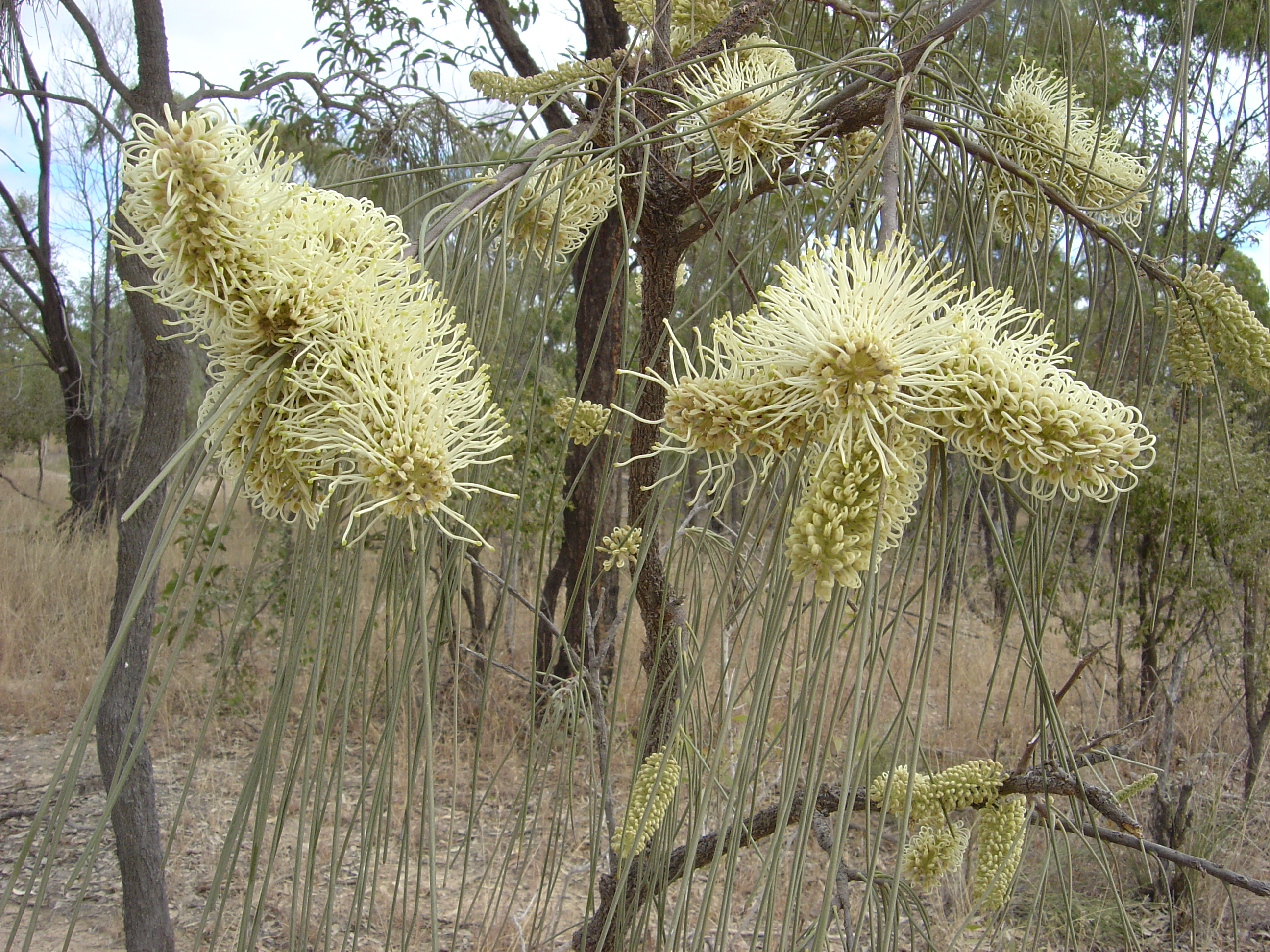
Hakea chordophylla

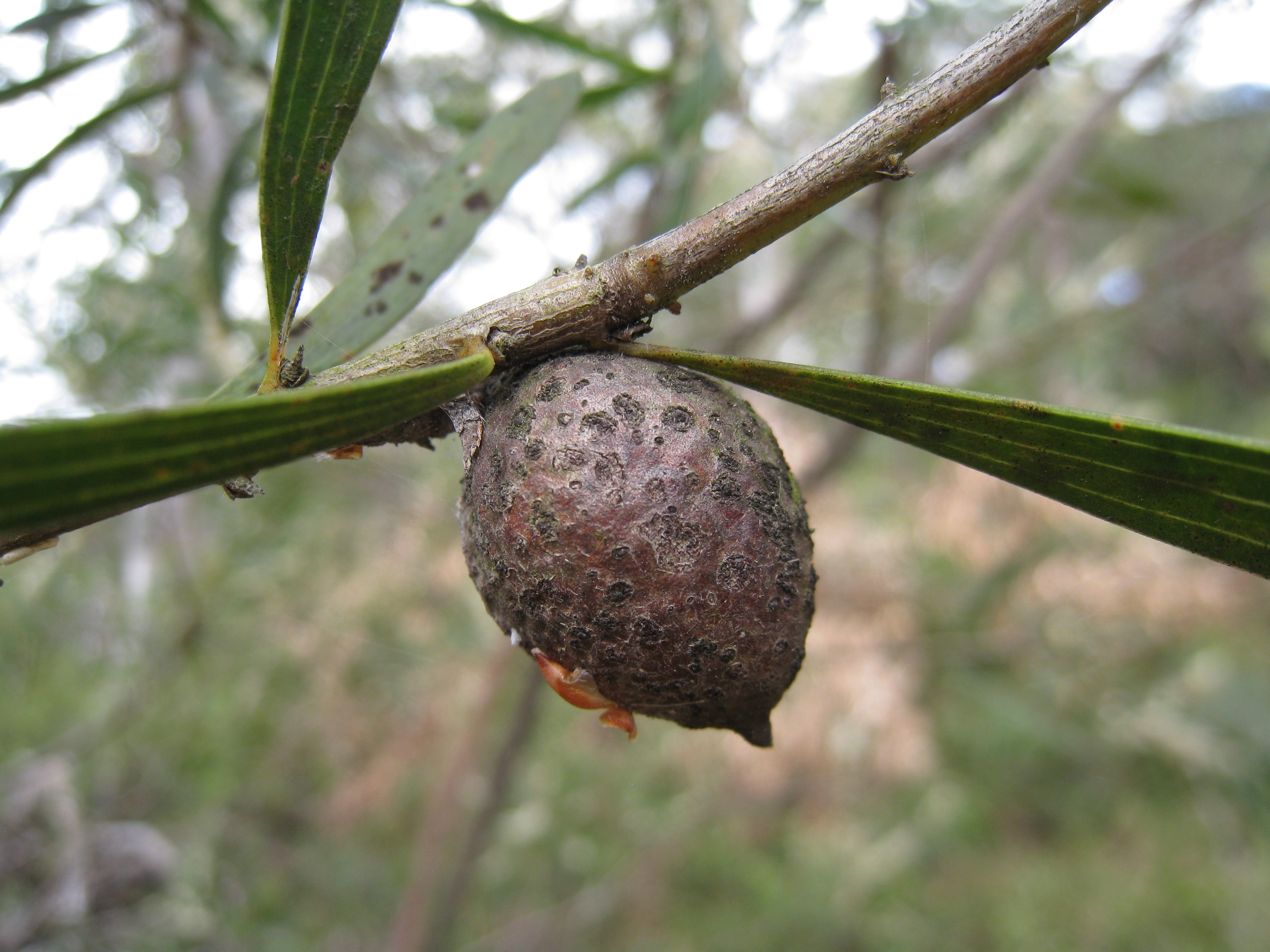
Owoc Hakea dactyloides

PokrójKrzewy i niewielkie drzewa osiągające do 10 metrów wysokości.
LiścieZimozielone, skrętoległe, blaszki skórzaste, płaskie lub falisto kolczaste, czasem pierzasto podzielone.
KwiatyWyrastają skupione wzdłuż odcinków pędów w kątach liści. Są zwykle białe, rzadziej czerwone lub różowe. Okwiat tworzą cztery barwne działki kielicha odwijające się w czasie kwitnienia. Na ich końcach znajdują się osadzone cztery główki pręcików, których nitki przyrośnięte są do działek. Słupek składa się z górnej jednokomorowej zalążni i długiej, wygiętej szyjki zakończonej stożkowatym znamieniem.
OwoceOkazałe, drewniejące torebki, zwykle zwieńczone także zdrewniałą szyjką słupka. Zawierają jedno lub dwa oskrzydlone nasiona.

## Systematyka
Pozycja systematyczna

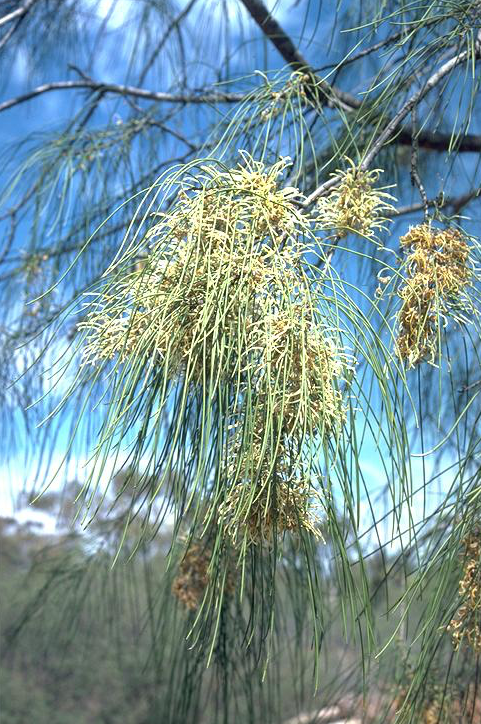
Hakea fraseri

Rodzaj z rodziny srebrnikowatych. W obrębie rodziny stanowi klad bazalny w plemieniu Embothrieae Rchb., 1828. Plemię to klasyfikowane jest do podrodziny Grevilleoideae Engl., 1892.
Wykaz gatunków
- Hakea actites W.R.Barker
- Hakea aculeata A.S.George
- Hakea acuminata Haegi
- Hakea adnata R.Br.
- Hakea aenigma W.R.Barker & Haegi
- Hakea ambigua Meisn.
- Hakea amplexicaulis R.Br.
- Hakea anadenia Haegi
- Hakea arborescens R.Br.
- Hakea archaeoides W.R.Barker
- Hakea asperma Molyneux & Forrester
- Hakea auriculata Meisn.
- Hakea bakeriana F.Muell. & Maiden
- Hakea baxteri R.Br.
- Hakea benthamii I.M.Turner
- Hakea bicornata R.M.Barker
- Hakea brachyptera Meisn.
- Hakea breviflora Wawra
- Hakea brownii Meisn.
- Hakea bucculenta C.A.Gardner
- Hakea candolleana Meisn.
- Hakea carinata F.Muell. ex Meisn.
- Hakea ceratophylla (Sm.) R.Br.
- Hakea chordophylla F.Muell.
- Hakea chromatropa A.S.George & R.M.Barker
- Hakea cinerea R.Br.
- Hakea circumalata Meisn.
- Hakea clavata Labill.
- Hakea collina C.T.White
- Hakea commutata F.Muell.
- Hakea conchifolia Hook.
- Hakea constablei L.A.S.Johnson
- Hakea corymbosa R.Br.
- Hakea costata Meisn.
- Hakea cristata R.Br.
- Hakea cucullata R.Br.
- Hakea cyclocarpa Lindl.
- Hakea cycloptera R.Br.
- Hakea cygnus Lamont
- Hakea dactyloides (Gaertn.) Cav.
- Hakea decurrens R.Br.
- Hakea denticulata R.Br.
- Hakea divaricata L.A.S.Johnson
- Hakea dohertyi Haegi
- Hakea drupacea (C.F.Gaertn.) Roem. & Schult.
- Hakea ednieana Tate
- Hakea elliptica (Sm.) R.Br.
- Hakea eneabba Haegi
- Hakea epiglottis Labill.
- Hakea erecta Lamont
- Hakea eriantha R.Br.
- Hakea erinacea Meisn.
- Hakea eyreana (S.Moore) McGill.
- Hakea falcata R.Br.
- Hakea ferruginea Sweet
- Hakea flabellifolia Meisn.
- Hakea florida R.Br.
- Hakea florulenta Meisn.
- Hakea francisiana F.Muell.
- Hakea fraseri R.Br.
- Hakea gibbosa (J.White) Cav.
- Hakea gilbertii Kippist ex Meisn.
- Hakea grammatophylla (F.Muell.) F.Muell.
- Hakea hastata Haegi
- Hakea hookeriana Meisn.
- Hakea horrida C.A.Gardner ex R.M.Barker
- Hakea ilicifolia R.Br.
- Hakea incrassata R.Br.
- Hakea invaginata B.L.Burtt
- Hakea ivoryi F.M.Bailey
- Hakea kippistiana Meisn.
- Hakea laevipes Gand.
- Hakea lasiantha R.Br.
- Hakea lasianthoides Rye
- Hakea lasiocarpha R.Br.
- Hakea laurina R.Br.
- Hakea lehmanniana Meisn.
- Hakea leucoptera R.Br.
- Hakea linearis R.Br.
- Hakea lissocarpha R.Br.
- Hakea lissosperma R.Br.
- Hakea longiflora (Benth.) R.M.Barker
- Hakea loranthifolia Meisn.
- Hakea lorea (R.Br.) R.Br.
- Hakea maconochieana Haegi
- Hakea macraeana F.Muell.
- Hakea macrocarpa A.Cunn. ex R.Br.
- Hakea macrorrhyncha W.R.Barker
- Hakea marginata R.Br.
- Hakea megadenia R.M.Barker
- Hakea megalosperma Meisn.
- Hakea meisneriana Kippist ex Meisn.
- Hakea microcarpa R.Br.
- Hakea minyma Maconochie
- Hakea mitchellii Meisn.
- Hakea multilineata Meisn.
- Hakea myrtoides Meisn.
- Hakea neospathulata I.M.Turner
- Hakea neurophylla Meisn.
- Hakea newbeyana R.M.Barker
- Hakea nitida R.Br.
- Hakea nodosa R.Br.
- Hakea obliqua R.Br.
- Hakea obtusa Meisn.
- Hakea ochroptera W.R.Barker
- Hakea oldfieldii Benth.
- Hakea oleifolia (Sm.) R.Br.
- Hakea oligoneura K.A.Sheph. & R.M.Barker
- Hakea orthorrhyncha F.Muell.
- Hakea pachyphylla Sieber ex Spreng.
- Hakea pandanicarpa R.Br.
- Hakea pedunculata F.Muell.
- Hakea pendens R.M.Barker
- Hakea persiehana F.Muell.
- Hakea petiolaris Meisn.
- Hakea platysperma Hook.
- Hakea polyanthema Diels
- Hakea preissii Meisn.
- Hakea pritzelii Diels
- Hakea propinqua A.Cunn.
- Hakea prostrata R.Br.
- Hakea psilorrhyncha R.M.Barker
- Hakea pulvinifera L.A.S.Johnson
- Hakea purpurea Hook.
- Hakea pycnoneura Meisn.
- Hakea recurva Meisn.
- Hakea repullulans H.M.Lee
- Hakea rhombalis F.Muell.
- Hakea rigida C.A.Gardner ex Haegi
- Hakea rostrata F.Muell. ex Meisn.
- Hakea rugosa R.Br.
- Hakea ruscifolia Labill.
- Hakea salicifolia (Vent.) B.L.Burtt
- Hakea scoparia Meisn.
- Hakea sericea Schrad. & J.C.Wendl.
- Hakea smilacifolia Meisn.
- Hakea standleyensis Maconochie
- Hakea stenocarpa R.Br.
- Hakea stenophylla A.Cunn. ex R.Br.
- Hakea strumosa Meisn.
- Hakea subsulcata Meisn.
- Hakea sulcata R.Br.
- Hakea tephrosperma R.Br.
- Hakea teretifolia (Salisb.) Britten
- Hakea trifurcata (Sm.) R.Br.
- Hakea trineura (F.Muell.) F.Muell.
- Hakea tuberculata R.Br.
- Hakea ulicina R.Br.
- Hakea undulata R.Br.
- Hakea varia R.Br.
- Hakea verrucosa F.Muell.
- Hakea victoria J.Drumm.
- Hakea vittata R.Br.